# Clan Hamilton
Le clan Hamilton est un clan écossais connu dès le XIIIe siècle dans les Lowlands.

## Filiation
- Gilbert de Hamilton
  - Walter Hamilton (en)
    - David Hamilton (-1378) (en)
      - David Hamilton de Cadzow (en)
        - John Hamilton de Cadzow (en)
          - James Hamilton de Cadzow (de)
            - James Hamilton (1er Lord Hamilton)
              - James Hamilton (1er comte d'Arran)
                - James Hamilton (2e comte d'Arran)
                  - John Hamilton (1er marquis de Hamilton)
                    - James Hamilton (2e marquis de Hamilton)
                      - James Hamilton (1er duc de Hamilton)
                        - Anne Hamilton (3e duchesse de Hamilton)
                          - Maison Douglas-Hamilton

                  - James Hamilton (3e comte d'Arran)
                  - Claud Hamilton (1er Lord Paisley)
                    - James Hamilton (1er comte d'Abercorn)
                      - George Hamilton de Donalong (en)
                        - James Hamilton (-1673) (en)
                          - James Hamilton (6e comte d'Abercorn)
                            - James Hamilton (7e comte d'Abercorn)
                              - James Hamilton (8e comte d'Abercorn)

                            - John Hamilton (officier)
                              - John Hamilton (1er marquis d'Abercorn)
                                - James Hamilton (vicomte Hamilton)
                                  - James Hamilton (1er duc d'Abercorn)
                                    - James Hamilton (2e duc d'Abercorn)
                                      - James Hamilton (3e duc d'Abercorn)
                                        - James Hamilton (4e duc d'Abercorn)
                                          - James Hamilton (5e duc d'Abercorn)

            - Gavin (1440-)
              - John, 1er seigneur d'Orbiston
                - Gavin
                  - John (-1568)
                    - John (-1621)
                      - James (1584-1668)
                        - Alexander
                          - James (1670-1727)
                            - Archibald (1694-1774)
                              - John
                                - Archibald
                                  - John Hamilton (1er baron Hamilton de Dalzell)
                                    - Gavin Hamilton

## Demeures
- Palais d'Hamilton
- Lennoxlove House
- Château de Brodick
- Château de Cadzow (en)
- Château de Craignethan
- Palais de Holyrood
- Château de Kinneil (en)
- Château de Lochranza
- Château de Redhouse (en)

## Titres
- Duc de Hamilton (1643-1716)[1]
- Comte d'Abercorn (1606-1790)
- Marquis d'Abercorn (1790-1868)
- Duc d'Abercorn (1868- )
- Comte d'Arran (1482-)
- Baron de Dalzell (1886-)[2]

## Héraldique
Etant un clan écossais, le clan Hamilton possède un tartan spécifique.
| - Tartan Hamilton - Crête du Clan Hamilton - Grandes Armoiries de la Maison Hamilton - Blason des Hamilton |